# KEYT-TV
KEYT est une station de télévision américaine affiliée au réseau ABC détenu par News-Press & Gazette Company et située à Santa Barbara en Californie sur le canal 3.

## Télévision numérique terrestre
| Canal virtuel | Image | Ratio | Programmation                             |
| ------------- | ----- | ----- | ----------------------------------------- |
| 12.1          | 720p  | 16:9  | Programmation principale KEYT-TV / ABC HD |
| 12.2          | 1080i | 16:9  | MyNetworkTV                               |
| 12.3          | 480i  | 16:9  | Bounce TV                                 |